# Сергєєв Артем Федорович
Артем Федорович Сергєєв (5 березня 1921, Москва — 15 січня 2008, Москва, Росія) — генерал-майор артилерії. Один із засновників зенітно-ракетних військ СРСР, прийомний син Йосипа Сталіна. Член Спілки письменників Росії. Секретар клубу кавалерів ордена Жукова, член правління «Земляцтва донбасців» у Москві, членом бюро комісії у справах молоді Російського комитету ветеранів війни.

## Життєпис
Народився в родині революціонера Федора Андрійовича Сергєєва, відомого під псевдонімом «Артем», засновника Донецько-Криворізької радянської республіки. Мати — Єлизавета Львівна (до шлюбу Репельська), після смерті чоловіка була головною лікаркою створеного нею протитуберкульозного санаторію поблизу Нальчика, заступницею директора авіаційного заводу, директоркою текстильної фабрики, начальницею медичного управління шпиталів. Артем зростав та виховувався в родині Йосипа Сталіна нарівні з іншими дітьми, був близьким другом його сина Василя.
У 1938 році, після закінчення 10 класів 2-ї Московської спеціальної Артилерійської школи, почав службу в Червоній Армії. Був рядовим, сержантом, старшиною. Вступив до 2-го Ленінградського артилерійського училища і закінчив його в 1940 році лейтенантом.
Вперше брав участь у бойових діях 26 серпня 1941 року як командир взводу 152-міліметрових гаубиц «М-10» зразка 1938 року. Влітку того ж року потрапив в німецький полон, з якого втік і згодом опинився у партизанському загоні. Після переходу лінії фронту був направлений в діючу армію. Учасник оборони Сталінграду, битви за Дніпро, боїв у Східній Пруссії, Угорщині, Німеччині. Мав 24 поранення, в тому числі два важких. Після першого поранення, удару штиком в живіт, лікувався у відомого радянського хірурга Олександра Вишневського, а пізніше відірвану раздріблену кисть йому лікував радянський вчений-хірург Олександр Бакулєв. Війну закінчив 12 травня 1945 року командиром артилерійської бригади, підполковником та кавалером 7 орденів і 6 медалей.
Після війни служив командиром полку, який дислокувався в Угорщині. В 1945 році був відправлений в Москву в Артилерійську академію імені Ф. Е. Дзержинського, де до нього ставилися з недовірою. Як пізніше з'ясувалося, бути суворими до нього попросив викладачів академії сам Сталін. Завершив навчання у 1951 році, рік по тому командував 34-ю гарматною артилерійською бригадою Прикарпатського військового округу. Згодом вступив до Вищої військової академії імені К. Є. Ворошилова, яку закінчив у 1954 році.
Після закінчення академії служив на командних посадах. Начальник штабу і заступник командира 10-го і 178-го корпусів особливого призначення (1956—1960), командир 9-ї дивізії ППО (1960—1965), заступник командира 1-ї армії ППО, заступник генерала-інспектора ППО організації Варшавського договору.
У відставку пішов 1981 року в званні генерал-майора артилерії та мешкав в селі Жуковка, у батьківському будинку дореволюційної побудови, на вул. Серафимовича, 2. Помер 15 січня 2008 року та похований на Кунцевському цвинтарі у Москві.

## Творчий доробок
У 2006 році опублікував збірку оповідань про війну «Рассказы артиллериста». Того ж року у московському видавництві «Кримський міст-9д» вийшла друком книга «Беседы о Сталине», написана у співавторстві з Катериною Глушик.

## Родина
Був одружений з донькою Генерального секретаря Іспанської компартії Долорес Ібаррурі, Амайє Руіс-Ібáррурі, з якою пізніше розлучився. У них було троє дітей — Сергєєв Федор Артемович (нар. 1953), Сергєєв Рубен Артемович (13.02.1956), Сергєєва Долорес Артемівна (нар. 1960). У 2011 році Амайя Руіс-Ібаррурі та їх спільна дочка Долорес (Лола) Сергєєва мешкали в Іспанії.
Друга дружина — Сергєєва (Ривіна) Олена Юріївна (1930-2006), закінчила 1-й Московський медичний інститут, працювала нейрохірургом.

## Нагороди
- 3 ордени Червоного Прапора (1942, 1944, 1945);
- Орден Олександра Невського (1943);
- 3 ордени Вітчизняної війни 1 ступеню (1943, 1944, 1985);
- 2 ордени Червоної Зірки (обидва — у 1943);
- Орден Жукова (1996);
- Орден «За мужність» (Україна);
- понад 20 медалей, в тому числі «За бойові заслуги», «За оборону Москви», «За оборону Сталінграду», «За звільнення Варшави», «За звільнення Праги», «За взяття Кенігсбергу»;
- знаки «Шахтарська Слава» 1, 2, 3 ступенів;
- Почесний працівник вугільної промисловості;
- Почесний громадянин міст: Борисов і Рогачів (Білорусь), Фатіж (Курська область), Артемівськ (Україна), Артем (Примор'я), Ратибуж (Польща);
- Медаль ЦК КПРФ «90 років Великій Жовтневій соціалістичній революції».[1]